# Чјерна Љехота (Бановце на Бебрави)
Чјерна Љехота (слч. Čierna Lehota) насељено је мјесто са административним статусом сеоске општине (слч. obec) у округу Бановце на Бебрави, у Тренчинском крају, Словачка Република.

## Становништво
| Година:    | 1994. | 2004.    | 2014.    | 2024.   |
| ---------- | ----- | -------- | -------- | ------- |
| Број људи: | 192   | 151      | 110      | 110     |
| Разлика:   |       | -21,35 % | -27,15 % | -1,42 % |

| Година:    | 2023. | 2024.   |
| ---------- | ----- | ------- |
| Број људи: | 112   | 110     |
| Разлика:   |       | -1,78 % |

Према подацима о броју становника из 2011. године насеље је имало 131 становника.